# Estemmenosuchidae
De Estemmenosuchidae zijn een familie van uitgestorven grote, zeer vroege herbivore therapsiden die floreerden tijdens het Guadalupien. Ze onderscheiden zich door hoornachtige structuren, waarschijnlijk om te pronken of agonistisch gedrag. Afgezien van het bekendste geslacht Estemmenosuchus is de groep weinig bekend. Tot op heden zijn hun fossielen alleen bekend uit het Perm van Rusland (een regio waarnaar wordt verwezen door de Russische paleontologen als het Cis-Oeral).

## Beschrijving
Estemmenosuchiden behoren tot de meest onderscheidende tetrapoden uit het Perm. De hoge en massieve schedel is uitgerust met een aantal hoorns die zowel naar boven als naar buiten uitsteken, die waarschijnlijk werden gebruikt voor intraspecifieke conflicten. De voortanden en hoektanden zijn groot, maar die aan de zijkant zijn verkleind, met een gekartelde spits, en hebben misschien geholpen om plantaardig materiaal te breken, hoewel ze te klein waren om van veel nut te zijn. Het lichaam is groot en omvangrijk, wat wijst op een groot spijsverteringskanaal voor het verteren van grote hoeveelheden plantaardig voedsel. De schedel lijkt oppervlakkig op die van Styracocephalus, maar de hoorns zijn gevormd uit verschillende botten.

## Evolutionaire verwantschappen
Estemmenosuchiden behoren tot de Dinocephalia-groep, een groep van vroege, basale, maar diverse therapsiden - vaak van grote omvang - die alleen bekend zijn uit de periode van het Midden-Perm. Ze zijn echter veel basaler en ongespecialiseerder dan de bekendere Dinocephalia van de Zuid-Afrikaanse Karoo (Beaufortgroep), en leefden meestal iets eerder. Ze zijn ook ongebruikelijk omdat ze, ondanks hun basale kenmerken en vroege verschijningsdatum, herbivore aanpassingen vertonen.
Hierdoor zijn er twee belangrijke interpretaties van hun evolutionaire verwantschap met andere Dinocephalia geweest.
Hopson en Barghusen in 1986, die de eerste cladistische studie van de Therapsida leverden, bedachten de term Tapinocephalia voor herbivore Dinocephalia, in tegenstelling tot de Anteosauria voor de carnivore vormen. Ze suggereerden dat Estemmenosuchiden zeer vroege/basale leden van de Tapinocephalia zijn.
Thomas Kemp (1982) en Gillian King (1988) stellen echter dat de Estemmenosuchidae de meest basale Dinocephalia zijn, omdat ze basaler zijn dan zowel de Anteosauria als de Tapinocephalia.

## Ecologische opvolging
De Estemmenosuchiden vervingen de caseïden als de dominante megaherbivoren van het Wordien (midden van het Midden-Perm), voordat ze zelf werden vervangen door de Tapinocephalidae tijdens het Capitanien (laat-Midden-Perm).